# Mérág
Mérág (Mierag), település Romániában, a Partiumban, Bihar megyében.

## Fekvése
A Béli-hegység alatt, Belényestől délre fekvő település.

## Története
Mérág nevét 1588-ban említette először oklevél Mirrag néven.
1642-ben Mierragh, Merag I. Rákóczi György birtoka volt
Mérág a nagyváradi gör. keleti püspök birtoka volt, aki itt a 20. század elején is birtokos volt. 1851-ben Fényes Elek írta Mérágról:
Bihar vármegyében, hegyes vidéken, 388 óhitű lakossal, anyatemplommal. Birja a váradi görög püspök.
1910-ben 343 lakosából 2 magyar, 340 román volt, ebből 336 görögkeleti ortodox volt.
A trianoni békeszerződés előtt Bihar vármegye Belényesi járásához tartozott.

## Nevezetességek
- Görög keleti temploma a 18. század közepén épült.

## Hivatkozások

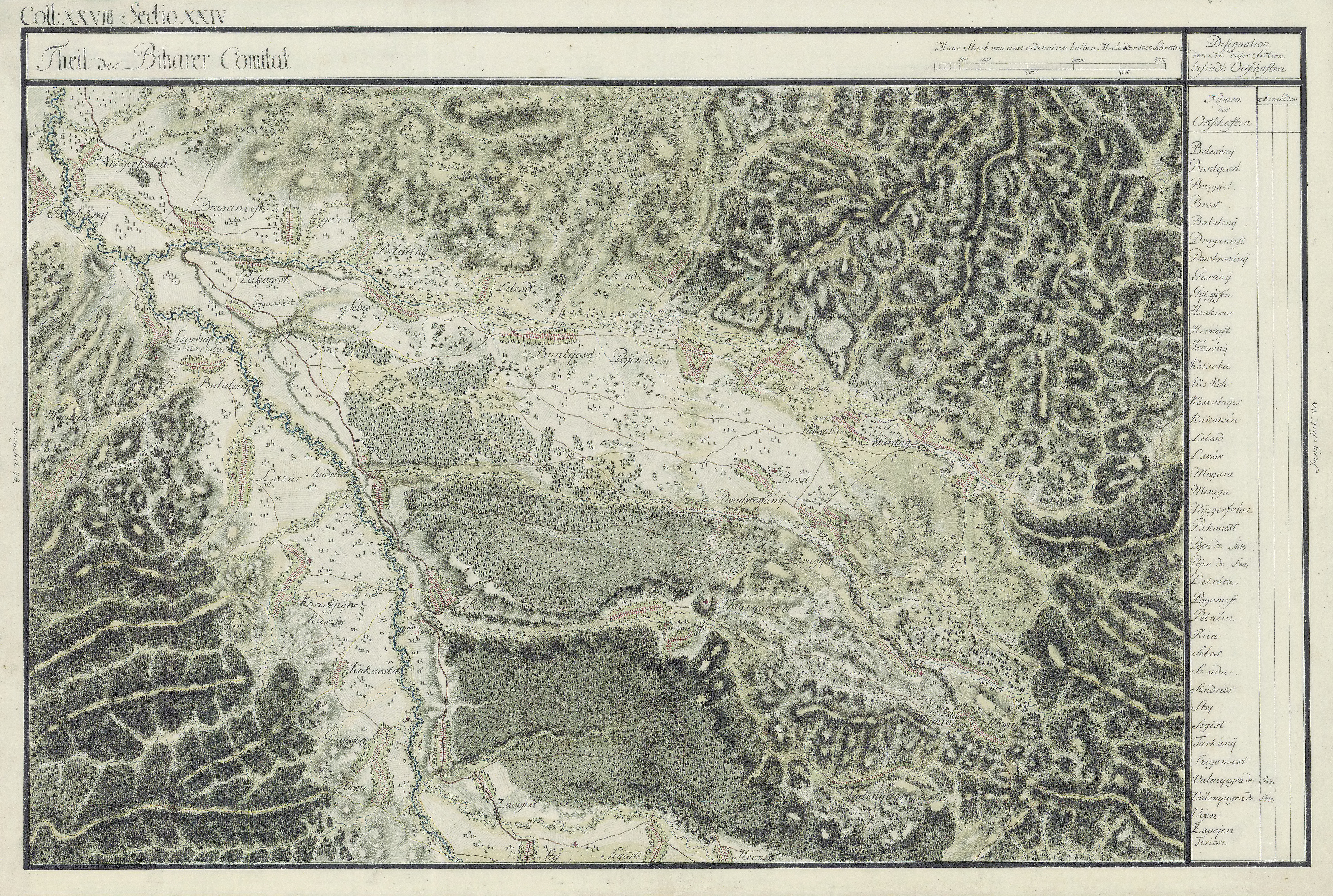
Mérág egy régi térképen